# Kerncentrale Krško
Kerncentrale Krško (Nuklearna Elektrarna Krško (NEK)) in Krško is de enige commerciële kernenergiecentrale van Slovenië.
De centrale heeft één drukwaterreactor (PWR), die ongeveer één derde van de elektriciteit van het land levert. Maar de centrale levert ook aan Kroatië.
| Reactorblok | Reactortype      | Vermogen | Begin bouw | Inbedrijfsname |
| ----------- | ---------------- | -------- | ---------- | -------------- |
| Krško       | drukwaterreactor | 688 MW   | 1975       | 1981           |